# Nkoranza District
Der Nkoranza District ist ein ehemaliger Distrikt in Ghana. Er lag im Zentrum Ghanas in der 2018 aufgelösten Brong-Ahafo Region und grenzte an die Distrikte Kintampo South, Pru, Atebubu-Amantin und Techiman Municipal in derselben Region. Nkoranza grenzte ebenfalls an die Ashanti Region mit ihren Distrikten Offinso und Ejura-Sekyedumase. Chief Exekutive über den ca. 2.584 km² großen Distrikt mit 127.348 Einwohnern (2002) war James Appiah-Awuah mit dem Sitz in der Distrikthauptstadt Nkoranza. Am 12. November 2003 wurde der Distrikt aufgeteilt in die Distrikte Nkoranza North und Nkoranza South, die seit 2019 zur Bono East Region gehören.

## Geographie
Der Nkoranza District lag auf einer Höhe zwischen 153 und 305 Metern über dem Meeresspiegel. Der Distrikt wurde von vielen kleineren Flüssen und Bächen durchzogen; größere Flüsse waren der Pru, Tanko, Fanku, Abubre und Agimfra.
Jährlich fiel durchschnittlich eine Regenmenge zwischen 800 und 1200 mm pro Quadratmeter. Die Niederschläge verteilten sich im Wesentlichen auf zwei Hauptregenzeiten zwischen März und Juni sowie zwischen September und November. Die Durchschnittstemperatur lag im Jahresmittel bei 26 °C. Der Distrikt lag zwischen der Regenwaldzone im Zentrum Ghanas und der Savannenlandschaften im Norden. Im östlichen Teil des Distriktes war das Land daher eine Baumsavanne, der südliche Teil war mit Feuchtwald bewachsen und hatte eine sehr große Fauna und Flora aufzuweisen.

## Bevölkerung
Die Distriktbevölkerung verzeichnete einen erheblichen Anstieg zwischen 1960 und 1994. Die Bevölkerung stieg von 38.591 im Jahr 1960 auf 127.877 im Jahr 1994 an. Allein in der Dekade von 1960 bis 1970 wuchs die Bevölkerung um 6,7 Prozent. Zwischen 1970 und 1984 wuchs die Bevölkerung um 127,7 Prozent, durchschnittlich ergab sich damit ein jährliches Durchschnittswachstum von 9,1 Prozent. Ein ähnlicher Effekt hat die gesamte Brong-Ahafo Region in Ghana betroffen. Hier wuchs die Bevölkerung zwischen 1960 und 1970 um 30,4 Prozent und zwischen 1970 und 1984 um 53,9 Prozent. Begründet wird dieser massive Bevölkerungsanstieg mit einer Zuwanderung von Landwirten und Siedlern aus dem Norden des Landes. Insgesamt lebte die Distriktbevölkerung in 156 Siedlungen, von denen lediglich Nkoranza, Busunya, Nkwabeng und Dromankese ein städtisches Umfeld und mehr als 5000 Einwohner aufwiesen.
| Ort           | Volkszählung 1960 | Volkszählung 1970 | Volkszählung 1984 | Volkszählung 2000 |
| ------------- | ----------------- | ----------------- | ----------------- | ----------------- |
| Nkoranza      | 6.250             | 7.191             | 15.065            | 21.715            |
| Busunya       | k. A.             | 1.420             | 3.032             | 5.714             |
| Nkwabeng      | 2.221             | 2.374             | 3.899             | 5.127             |
| Dromankese    | 2.603             | 1.550             | 2.724             | 5.109             |
| Akumsa-Domase | 2.244             | 2.899             | 2.717             | 3687              |
| Kranka        | 1.174             | 1.141             | 3.336             | 3.309             |

Die Bevölkerung setzte sich zu 52 Prozent aus Männern und 48 Prozent Frauen zusammen. Die Altersgruppe zwischen 0 und 17 stellte 39 Prozent der Bevölkerung. Die Altersgruppe zwischen 18 und 64 war 56 Prozent über dem regionalen und nationalen Durchschnitt von 51,6 Prozent bzw. 51 Prozent. Die über 65-Jährigen bildeten eine kleine Gruppe mit einem Anteil von 5 Prozent an der Gesamtbevölkerung.
Die Bevölkerung gehörte zu 81 Prozent einer christlichen Religionsgemeinschaft an. Insgesamt etwa 14 Prozent waren Muslime, die überwiegend aus den Völkern des Nordens Ghanas in dieses Gebiet auf der Suche nach Arbeit eingewandert waren, fünf Prozent gehörten traditionellen Religionsgemeinschaften an.

## Wirtschaft
Die Wirtschaft im Distrikt hatte ihre Basis in der Landwirtschaft, in der 82 Prozent aller Beschäftigten tätig waren. Mit diesen Beschäftigten wurde jedoch nur ein Anteil von 76,7 Prozent am Einkommen aller Haushalte im Distrikt erwirtschaftet. Die Industrie erwirtschaftete 1 Prozent der Einkommen der Haushalte, 21,2 Prozent stammten aus einer Tätigkeit im Servicesektor. Die restlichen Prozentanteile von 1,1 wurden über Miet- oder Pachteinnahmen erwirtschaftet.

### Landwirtschaft
Im Distrikt arbeiteten 82 Prozent aller Beschäftigten in der Landwirtschaft. Von allen Landwirten arbeiteten 66 Prozent auf Familienland und weitere 29 Prozent mit Pachtland. Nur 6 Prozent der Landwirte waren selbst Eigentümer des Farmlandes. Sowohl die traditionellen Herrscher (Chief’s) als auch die Ländereien in Familienbesitz waren durch eine gewisse monatliche Zahlung zu bewirtschaften.
Hauptsächlich wurden auf den Nutzflächen Mais, Yam, Kassava, Erdnüsse, Wassermelonen, Zwiebeln, Tomaten, Reis, Kochbananen und Gemüse angebaut. Beispielsweise 2,1 Prozent der landwirtschaftlichen Nutzfläche entfiel auf den Anbau von Chashew-Bäumen.
Die Landwirtschaft verzeichnete einen Mangel aus geeigneten und ausreichenden Lagerstätten. So lagerten 22 Prozent der Landwirte ihre Produkte in ihren Wohnräumen innerhalb des Hauses. Von allen Landwirten vertrieben nur 3 Prozent ihre Ware selbst oder über Familienangehörige. 97 Prozent aller Landwirte verkauften ihre Produkte über Zwischenhändler.
Im Distrikt lebten im Jahr 1002 3.823 Rinder, 13.120 Schafe, 11.892 Ziegen, 1.493 Schweine, 29.125 Hühner und 169 Puten. Die Schweinehaltung gewann in ganz Ghana immer mehr an Bedeutung.

### Industrie
Die meisten Industriebetriebe waren Betriebe mit kleinem Umfang, die sich in einer Hand befanden oder als Familienbetrieb ausgestattet waren. Von allen Industriebetrieben waren 54 Prozent von der Landwirtschaft direkt als weiterverarbeitende Unternehmen abhängig. Diese Betriebe fertigten beispielsweise Seifen oder waren als Bierbrauereien auch im regionalen Handel tätig. Innerhalb des industriellen Sektors waren ca. 14 Prozent der Betriebe als Möbelbauer, Mechaniker, Schmiede oder Elektriker, also im Handwerk tätig.
Von allen Unternehmen wurden 72 Prozent von Frauen betrieben und lediglich 18 Prozent von Männern. Von allen Unternehmen hatten 80 Prozent der Betreiber die Tätigkeit im Rahmen eines Ausbildungsverhältnisses gelernt, 10 Prozent über Praktische Arbeitszeiten und weitere 10 Prozent über Workshops. Im Bereich der Ausbildungsverhältnisse spielte die Weitergabe spezifischer Kenntnisse innerhalb der Familie eine herausragende Rolle.

## Wahlkreise
Im Distrikt Nkoranza wurde in zwei Wahlkreis unterteilt. Im Wahlkreis Nkoranza North errang Kwame Ampofo Twumasi für die New Patriotic Party (NPP) bei den Parlamentswahlen 2004 den Sitz im ghanaischen Parlament. Im Wahlkreis Nkoranza South errang Rtd. Maj. Derrick Uduro ebenfalls für die NPP ein Direktmandat im ghanaischen Parlament.

## Wichtige Ortschaften
| - Nkoranza - Busunya - Nkwabeng - Dromankese - Akumsa-Dumase - Donkro - Nkwanta | - Kranka - Akuma - Maaso - Bonsu - Dotobaa - Brahoho - Ayerede | - Yefri - Bonte - Sikaa - Ahyiaem - Senya - Bomini - Pinihi |